# Oberschulzentrum Sterzing

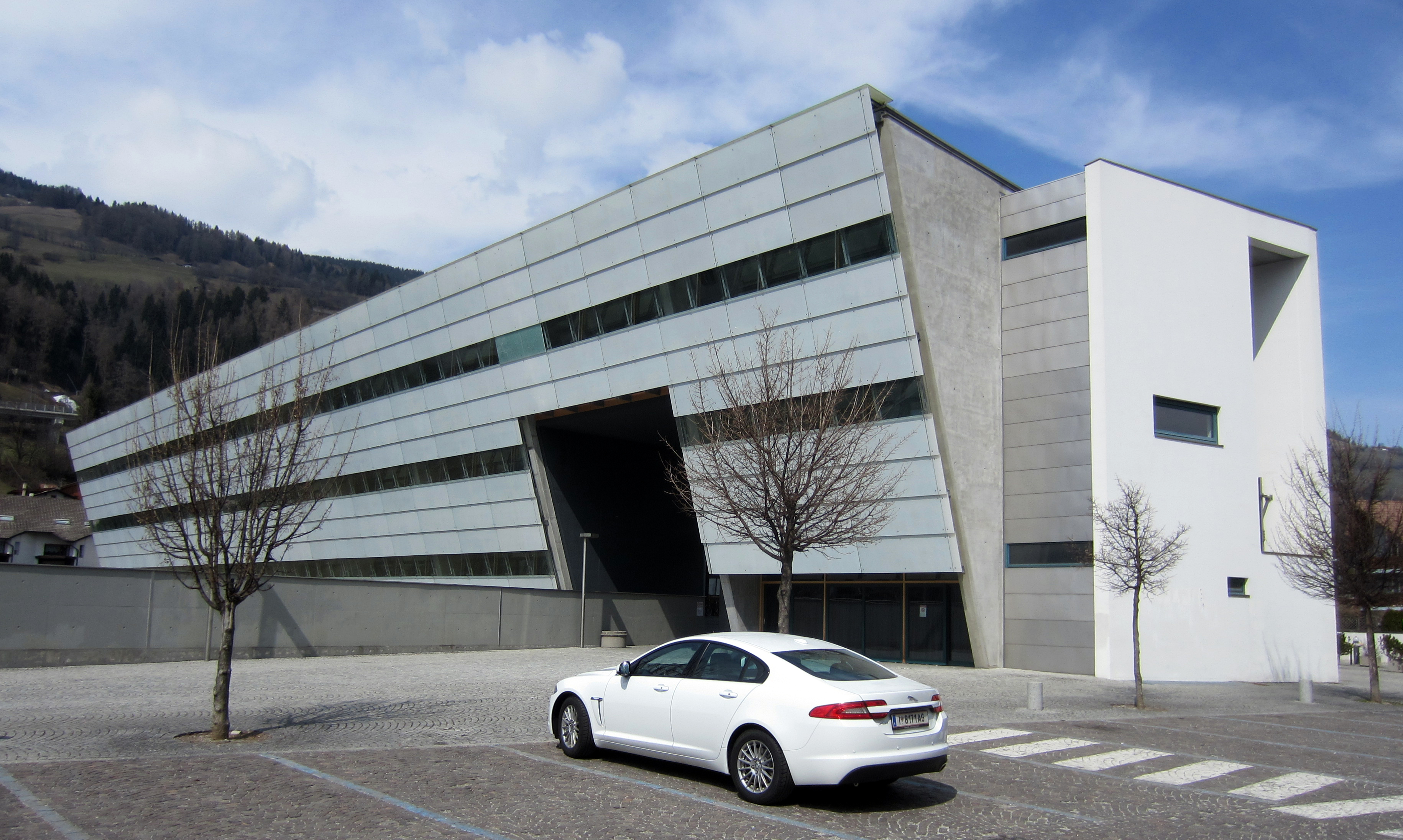
Neubau des Oberschulzentrums Sterzing

Das Oberschulzentrum Sterzing „Michael Gaismair“ ist die größte allgemein- und berufsbildende Schule in der italienischen Stadt Sterzing im Südtiroler Wipptal. Es umfasst vier Schultypen: ein Realgymnasium (liceo scientifico), ein Sprachengymnasium (liceo linguistico), ein Realgymnasium mit Landesschwerpunkt Sport und eine Wirtschaftsfachoberschule. Vorher waren das Realgymnasium und die Wirtschaftliche Fachoberschule getrennte Direktionen, wobei das Realgymnasium mit Brixen gekoppelt war.

## Fachrichtungen
Alle vier Zweige des Oberschulzentrums sind fünfjährig und schließen mit der Staatlichen Abschlussprüfung (Matura, Abitur), also der allgemeinen Hochschulreife, ab. Die Schule ist deutschsprachig, Italienisch wird als Landessprache in allen Fachrichtungen gemäß den Lehrplänen für Südtirol ebenso wie das Fach Deutsch mit vier Wochenstunden unterrichtet. Mit Ausnahme des wirtschaftlichen Zweiges wird Latein als Pflichtfach über alle fünf Jahre unterrichtet und ist Matura-Fach, am Sportzweig jedoch nur mit sehr eingeschränkter Stundenzahl. Englisch ist erste Fremdsprache und ist in allen Fachrichtungen Pflichtfach.

### Realgymnasium
Das Realgymnasium (liceo scientifico), also die mathematisch-naturwissenschaftliche Fachrichtung, ist der älteste Schulzweig am Oberschulzentrum. Den Schwerpunkt bilden die Fächer Mathematik, Physik, Biologie, Chemie und Latein.

### Neusprachliches Gymnasium
Die Kernfächer des Sprachengymnasiums (liceo linguistico) sind Englisch und Französisch.

### Sportgymnasium
Das Sportgymnasium (liceo sportivo) legt das Schwergewicht auf den praktischen und theoretischen Sportunterricht, richtet sich aber keineswegs nur an Leistungssportler.

### Wirtschaftliche Fachoberschule
Kernfächer der Wirtschaftsfachoberschule sind: Verwaltung, Finanzwesen und Marketing. Nach dem Abschluss stehen folgende Berufswege offen:
- Dienstleistungsbereich, öffentliche Verwaltung
- Bankwesen, Unternehmensführung, Versicherungswesen, Logistik, selbstständiger Handelsunternehmer

### Wichtige Daten des Neubaus
- Planungswettbewerb: 1995
- Erteilung der Benutzungsgenehmigung für das Gebäude: 19. Dezember 2001k
- Inbetriebnahme des Schulgebäudes: 9. Jänner 2002
- Übergabe der gesamten Anlage: September 2002